# دنيس ر. باتريك
دنيس ر. باتريك (بالإنجليزية: Dennis R. Patrick)‏ هو سياسي أمريكي، ولد في 1 يونيو 1951 في لوس أنجلوس في الولايات المتحدة. حزبياً، نشط في الحزب الجمهوري.